# Dixit Dominus (Scarlatti, IV)

Le quatrième Dixit Dominus d'Alessandro Scarlatti, est une œuvre sacrée, généralement jouée au cours des vêpres les jours de fêtes, parmi les six composées sur le Psaume 109, dans la période de maturité du compositeur napolitain. L'effectif nécessite trois voix solistes (SAB), un chœur à quatre voix, cordes et continuo. Il est stylistiquement proche du Dixit Dominus (1707) de Haendel.
L'œuvre est presque certainement écrite pour Rome, en raison de certaines caractéristiques de l'orchestre. Scarlatti substitue notamment un troisième violon à l'alto, usage courant pour les œuvres d'après 1715 et non caractéristique d'autres centres musicaux, tels que Naples, Bologne et Venise.

## Structure
- Dixit Dominus, spirituoso
- Virgam virtutis tuae, Allegro. Soliste : soprano
- Tecum principium in die virtutis Soliste : alto
- Juravit Dominus
- Dominus a dextris tuis
- Judicabit in nationibus, Andante – Allegro – allegro
- De torrente in via bibet, Andante. Solistes : soprano et alto
- Gloria Patri et Filio, allegro

## Analyse
La partition de Scarlatti « déborde d'une écrire contrapuntique compliquée dans le détail », même si l'écriture des cordes est à trois parties dans les mouvements avec solistes, l'intérêt du traitement est parfaitement soutenu.
Le verset final « Et in saecula saeculorum » est une fugue chorale notée alla breve, sans doute la pièce la plus impressionnante. Dans les vingt-cinq dernières mesures le compositeur brise le rythme de noires des violons en croches, pour accentuer le caractère d'urgence qui transporte tout le mouvement.

## Manuscrit
- Milan, Conservatoire Giuseppe-Verdi, I-Mc (Musica Sacra Manuscritta 710). La copie manuscrite est à dater postérieurement à 1716. Elle a été découverte dans les années 1970 par John Steele, qui l'a éditée chez Novello.

## Édition moderne
- Dixit Dominus [IV], éd. John Steele, Novello, 1975 (OCLC 780828582)

## Discographie
- Dixit Dominus [IV] – Nancy Argenta, soprano ; Cantherine Denley, contralto ; Ashley Stafford, alto ; Stenphen Varcoe, basse ; Chœur et The English Concert, dir. Trevor Pinnock (février 1987, Archiv 423 386-2) (OCLC 44839594) — avec le Gloria RV. 589 de Vivaldi
- Dixit Dominus [IV] – Elin Manahan Thomas, soprano ; Sally Bruce-Payne, alto ; Guy Cutting, ténor ; Matthew Brook basse ; Choir of The Queen’s College, Oxford ; The Brook Street Band, dir. Owen Rees (janvier 2013, Avie Records AV2274) (OCLC 855219322) — avec le Dixit de Haendel.